# Novotinea mistrettae
Novotinea mistrettae är en fjärilsart som beskrevs av Parenti 1966. Novotinea mistrettae ingår i släktet Novotinea och familjen äkta malar. Inga underarter finns listade i Catalogue of Life.